# Astragalus penetratus
Astragalus penetratus är en ärtväxtart som beskrevs av Maassoumi. Astragalus penetratus ingår i släktet vedlar, och familjen ärtväxter. Inga underarter finns listade i Catalogue of Life.